# Улан-Эли (Белогорский район)
Ула́н-Эли́ (укр. Улан-Елі, крымскотат. Ulan Eli, Улан Эли) — исчезнувшее село в Белогорском районе Республики Крым, на территории Зуйского поссовета. Располагалось на юго-западе района, в предгорье Главной гряды Крымских гор, в верховьях реки Фундуклы, примерно в 1 км южнее современного села Петрово.

## История
Первое документальное упоминание села встречается в Камеральном Описании Крыма… 1784 года, судя по которому, в последний период Крымского ханства Улан-Эли входил в Даирский кадылык Акмечетского каймаканства. Видимо, опустело после присоединения Крыма к России (8) 19 апреля 1783 года в связи с эмиграциями крымских татар в Турцию, так как в Ведомости о всех селениях, в Симферопольском уезде состоящих… 1805 года не упомянуто ввиду отсутствия жителей.
На военно-топографической карте генерал-майора Мухина 1817 года Улан-Эли обозначен как пустующий. На картах 1836, 1842 и 1865 года Улан-Эли обозначен как хутор. В «Списке населённых мест Таврической губернии по сведениям 1864 года» Улан-Эли уже не упоминается.